# Ivo Konell
Ivo Konell (Jaraguá do Sul, 3 de junho de 1945) é um político brasileiro, filiado ao Partido do Movimento Democrático Brasileiro (PMDB).

## Carreira
Foi prefeito de Jaraguá do Sul de 1989 a 1993.
Foi deputado à Assembleia Legislativa de Santa Catarina na 13ª legislatura (1995 — 1999) e na 14ª legislatura (1999 — 2003).